# Orphnus striatopunctatus
Orphnus striatopunctatus är en skalbaggsart som beskrevs av Felsche 1904. Orphnus striatopunctatus ingår i släktet Orphnus och familjen Orphnidae. Inga underarter finns listade i Catalogue of Life.